# Yazid Mansouri
Yazid Mansouri (arabisch يزيد منصوري, DMG Yazīd Manṣūrī; * 25. Februar 1978 in Revin) ist ein ehemaliger algerischer Fußballspieler und derzeitiger Fußballfunktionär. Der in Frankreich geborene defensive Mittelfeldspieler war zwischen Juni 2005 und Juni 2010 etatmäßiger Mannschaftskapitän der algerischen Nationalmannschaft.

## Sportlicher Werdegang
Mansouri, dessen Eltern aus dem in der Region Kabylei zehn Kilometer südöstlich von Tizi Ouzou entfernten Larbaâ Nath Ouacif entstammten, wuchs in der französischen Reims Métropole – gelegen in der Champagne-Ardenne – auf und spielte dort in seiner Jugend Fußball für einen niederklassigen Klub mit dem Namen Tinqueux SC. Im Alter von 17 Jahren heuerte er beim AC Le Havre an, dessen Nachwuchsarbeit in Frankreich einen guten Ruf genoss (zu den renommierten „Absolventen“ des Klubs gehörten mit Ibrahim Ba, Lassana Diarra, Florent Sinama-Pongolle, Vikash Dhorasoo, Guillaume Hoarau, Anthony Le Tallec und Steve Mandanda nicht wenige „mit Migrationshintergrund“). Mit einer zumeist unspektakulären Spielweise, die sich primär auf die Balleroberung im Zentrum fokussiert, bestritt der defensive Mittelfeldakteur zunächst zwei Jahre in dem Reserveteam von „Le HAC“, bevor der Rechtsfuß am ersten Spieltag der Saison 1997/98 als Einwechselspieler in der zweiten Halbzeit gegen Olympique Marseille zu seinem Debüt in der Ligue 1 kam.
Spätestens in der Saison 1999/2000 eroberte sich Mansouri in Le Havre einen Stammplatz, den er nach dem enttäuschenden Abstieg im selben Jahr in zwei Jahren Zweitklassigkeit bis 2002 zu einer Führungsrolle ausbaute. Als nach der Rückkehr in die oberste Spielklasse unmittelbar darauf mit dem erneuten Abstieg ein weiter Rückschlag folgte, lieh ihn der Klub zur Spielzeit 2003/04 an den englischen Zweitligisten Coventry City aus. Dort absolvierte er 14 Ligaeinsätze vor Jahresende, bevor es zum Streit kam, da Mansouri drauf bestand, im Januar und Februar an der Afrikameisterschaft 2004 teilzunehmen. Die Führung von Coventry City löste daraufhin sofort den Vertrag auf und Mansouri blieb bis zum Ende der Saison de facto ohne Verein.
Mit dem französischen Zweitligisten LB Châteauroux fand sich aber im Sommer 2004 schnell ein neuer Arbeitgeber und in zwei Jahren stand Yazid Mansouri hier in Ligapartien nicht nur 63 Mal in der Startformation von „La Berri“, sondern war in der Saison 2005/06 auch Mannschaftskapitän. Weitere Höhepunkte waren seine ersten zwei Auftritte im UEFA-Pokal gegen den FC Brügge, für die sich der Klub im Jahr 2004 als Finalist des französischen Pokals qualifiziert hatte. Mansouri wechselte zu Beginn der Saison 2006/07 erneut in die Ligue 1 zum Aufsteiger FC Lorient, nachdem zuvor heftig über einen Transfer nach Bulgarien spekuliert worden war.
In der Bretagne spielte er fortan mit seinem algerischen Nationalmannschaftskameraden Rafik Saïfi, entwickelte sich mit 92 Ligaeinsätzen in drei Jahren auf Anhieb zum „Dauerbrenner“ und verhalf der Mannschaft zu soliden Mittelfeldplätzen. Nach Saïfis Weggang nach Katar im Jahr 2009 neigte sich auch Mansouris Zeit dem Ende entgegen. Die Saison 2009/10, die dieser als die letzte in der südbretonischen Hafenstadt beschrieb, war von Wechselgerüchten geprägt. Ein anvisierter Wechsel ins spanische Oberhaus zu Deportivo La Coruña hatte sich dabei aber im Sommer 2009 ebenso zerschlagen wie im Winter ein möglicher Transfer zum FC Burnley in die englische Premier League. In Lorient kam er zuletzt über den Status eines Ergänzungsspielers nicht mehr hinaus.
Ab Juli 2010 spielte er für den katarischen Verein Al-Sailiya.
Im Januar 2012 wechselte er zum algerischen Verein CS Constantine. Nachdem er gegen Ende der Hinrunde 2012/13 nicht mehr zum Einsatz gekommen war, wurde sein Vertrag bereits ein Jahr später, zum 1. Januar 2013, wieder aufgelöst. Kurz darauf gab er sein Karriereende bekannt.
Mitte Oktober 2013 gab Mansouri bekannt, neben seiner Tätigkeit beim algerischen Fußball-Verband, bis zum Ende der Saison für den französischen Amateurverein RC Épernay Champagne aufzulaufen.

## Algerische Nationalmannschaft
Bereits in jungen Jahren war der damalige Trainer und „Algeriens Nationalheld“ Rabah Madjer Mansouris Mentor und nach Freundschaftsspielen gegen den FC Zürich und den ES Troyes AC im Jahr 1999 ließ ihn Madjer am 6. Oktober 2001 gegen Frankreich im Pariser Prinzenparkstadion erstmals in einem offiziellen Länderspiel der algerischen Nationalmannschaft auflaufen.
Es folgten in den Jahren 2002 und 2004 Teilnahmen an der Afrikameisterschaft, die jeweils vorzeitig in der Vorrunde und im Viertelfinale endeten. Mit seiner beständigen und ruhigen Spielweise entwickelte er jedoch Führungsqualitäten, die ihn nach zwei „Kurzbeförderungen“ im Juni 2004 ein Jahr später endgültig zum Kapitän der „Wüstenfüchse“ machten. Mit seinem ruhigen Naturell führte er die zeitweise „zu heißblütig“ agierende algerische Auswahl im Jahr 2010 mit der Halbfinalteilnahme im „Africa Cup“ und der ersten Qualifikation für eine Weltmeisterschaft nach 24 Jahren zu den größten sportlichen Erfolgen des Landes in der jüngeren Vergangenheit. Formschwach kam Mansouri bei der WM-Endrunde in Südafrika jedoch nicht zum Zuge und nach dem Turnier gab er seinen Rücktritt aus der Nationalmannschaft bekannt.

## Nach der aktiven Laufbahn
Zwischen Februar 2013 und März 2017 arbeitete Mansouri als in verschiedenen Positionen beim algerischen Fußballverband.
Von Februar 2013 bis Juli 2014 zunächst als Sportkoordinator und Vorstandsmitglied des Verbandes.
Nachdem Mansouris Engagement als Sportkoordinator der algerischen Nationalmannschaften im Juli 2014 geendet hatte, wurde kurz darauf bekannt gegeben, dass er dem neuen Nationaltrainer Christian Gourcuff als Co-Trainer assistieren werde.
Zudem werde er den Posten des Teammanagers bis Ende Juli 2018 übernehmen.
Nach dem frühzeitigen Ausscheiden der Mannschaft beim Afrika-Cup 2017 wurden Mansouri und Cheftrainer Georges Leekens sowie alle anderen Assistenztrainer entlassen.
Bei den Wahlen des Vorstandspräsidiums des Fußball-Verbandes im März 2017 wurde Mansouri infolgedessen nicht wiedergewählt.